# TheSing2YOU
theSing2YOU（ざしんぐつーゆー）は、日本のロックバンド。2017年12月31日に解散。